# Tarwater
I Tarwater sono un duo tedesco composto da Bernd Jestram e Ronald Lippok. La loro musica, perlopiù strumentale è generalmente inserita nel filone post rock.

## Discografia[1]
- 11/6 12/10 (1996)
- Rabbit Moon (1997)
- Silur (1998)
- Rabbit Moon Revisited (1998)
- Animals Sun & Atoms (2000)
- Not The Wheel (2001)
- Dwellers on the Threshold (2002)
- The Needle Was Traveling (2005)
- Japan Tour EP (2005)
- Spider Smile (2007)
- Inside the Ships (2011)
- Adrift (2014)